# 阿志頭

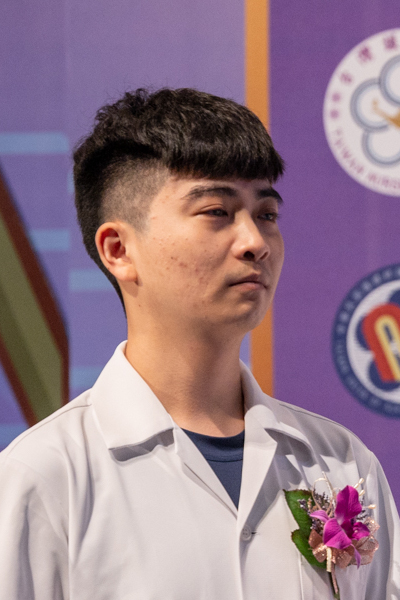

阿志頭是一種特定風格髮型在台灣的慣用稱呼，特徵是有瀏海、兩側推高。這個名稱源自一張表情包「隔壁班的阿志」。
阿志頭經常被與8+9（社經地位較低、可能與黑社會有關的年輕男性）作連結，曾有便衣警察在路上看到留著阿志頭的年輕人，直覺認定對方是詐騙集團的車手，尾隨監控後真的人贓俱獲。
部分台灣網友認為這種髮型相當難看，然而亦有網友指出阿志頭容易打理，且剪髮費用較便宜。
有在台日本人在理髮廳剪了這種髮型後感到錯愕，認為類似於漫畫《灌籃高手》中角色「赤木剛憲」的髮型。